# Craspedosis iniquisecta
Craspedosis iniquisecta är en fjärilsart som beskrevs av Louis Beethoven Prout 1924. Craspedosis iniquisecta ingår i släktet Craspedosis och familjen mätare. Inga underarter finns listade i Catalogue of Life.